# 戦場ヶ原

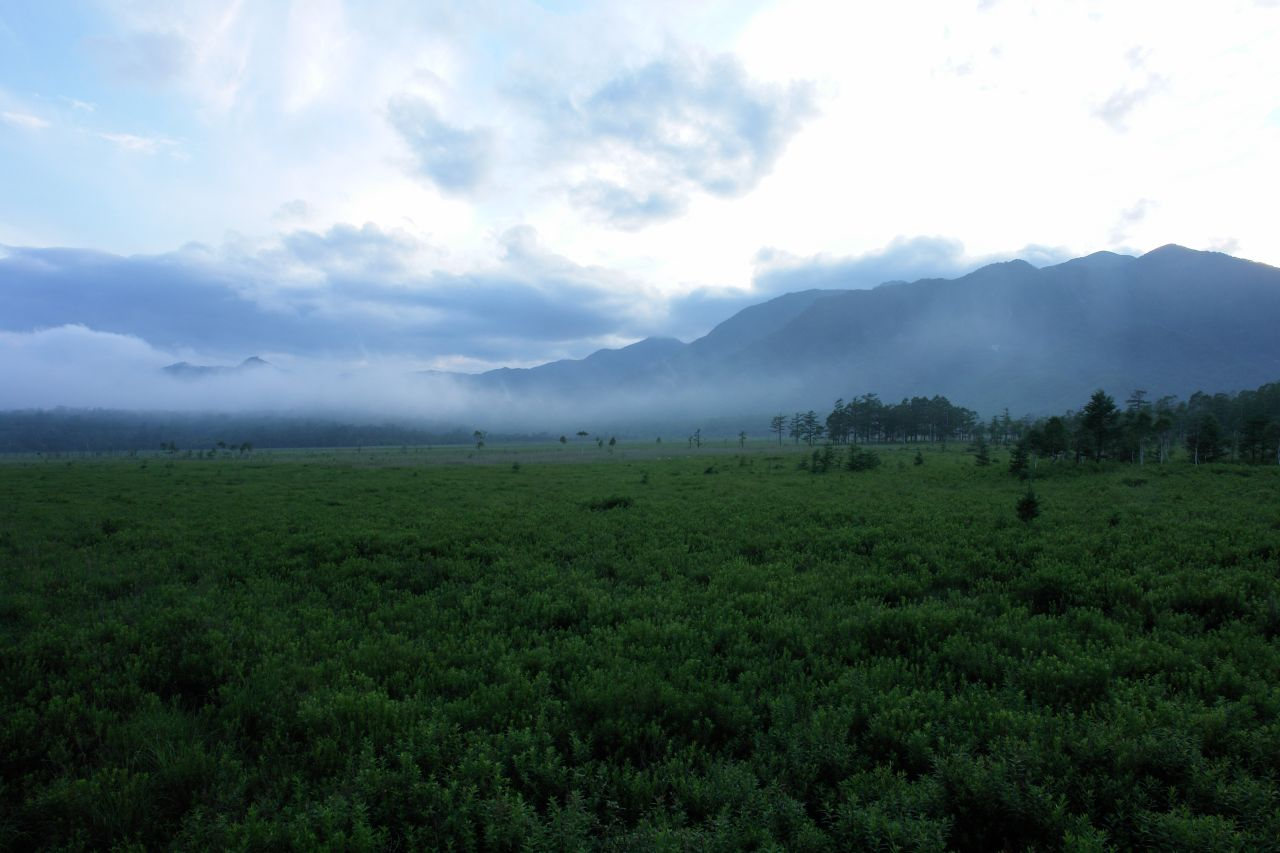
戦場ヶ原

戦場ヶ原（せんじょうがはら）は、栃木県日光市の日光国立公園内に位置している400ヘクタールの湿原である。標高約1,390から1,400メートルの平坦地に広がる。その東側を（南から順に）男体山、太郎山、山王帽子山、三岳およびその山麓に囲まれ、西側は（南から順に）小田代ヶ原、外山に面する。地内西縁部にはほぼ南北方向に湯川が流れる。
もともと約2万年前の男体山の噴火で湯川が堰き止められた堰止湖（古戦場ヶ原湖）であったが、その上に土砂や火山の噴出物が積もり、そこに植物が生え、冷涼な気候下であるため泥炭化して湿原となった。この湯川に並行するように、赤沼と湯滝の間に戦場ヶ原自然研究路が設置され木道が整備されている。
東辺には湿原を貫通して国道120号が通り、その沿線に設置された赤沼自然情報センター、レストハウス三本松茶屋のほか、竜頭の滝、湯滝などが戦場ヶ原ハイキングの拠点となっている。このうち三本松には展望台が設置されており、戦場ヶ原を東側から展望できる。また西縁の湯川沿いの自然研究路にも展望台が数箇所備えら、戦場ヶ原を西側から展望できる。四季折々の自然を楽しもうとするハイカーで一年を通して賑わう。
戦場ヶ原を縦断する国道120号を挟んで北側は草原化しており高地栽培、山上げ栽培の農地として利用されている。イチゴ、カランコエに加えて、シャコバサボテンとアッツザクラなどが山上げ栽培されている。
戦場ヶ原で行われる山上げ栽培とは農業手法の一種であり、育苗の際、温暖地で出芽し育てた苗を短期間だけ高原などの冷涼地に山上げして育て、それを再度温暖地に戻すことで苗の早生を刺激する。これにより短期間での農業収穫が期待されるが、高原での育苗には霜など変わり易い自然環境に伴う被害のリスクを伴うため、これを回避する高い農業技術、知識、労力が必要となっている。
比較的早い時期に日本、特に栃木県で行われていた山上げ栽培にイチゴがある。現在、栃木県は生産高日本一のイチゴ県であるが、これが根付いたのも山上げ栽培の成功に拠るものと云える。従来、イチゴは初夏の果物で、その出荷時期は5月頃であったが、当時の早生種のイチゴを戦場ヶ原で山上げ栽培することによりクリスマスシーズンに市場に出回る日光いちごが重宝された。その後、イチゴの早生種の品種改良などで戦場ヶ原での山上げ栽培は減少した。
現在、山上げ栽培は観賞用植物で盛んに行われている。

## 歴史
「戦場ヶ原神戦譚」には、地名の由来となった伝説が記されている。すなわちこの湿原は、当時下野国（現在の栃木県）の二荒神（二荒山（男体山））と上野国（ほぼ現在の群馬県）の赤城神（赤城山）がそれぞれ大蛇（男体山）と大ムカデ（赤城山）に化けて戦った戦場であるというもの。なお、争いの原因は中禅寺湖を巡る領地争いで、この伝説で勝ったのは二荒神（男体山）であったとされる。 
毛野国が上野国・下野国に分かれるのは古事記・日本書紀執筆以前のことであり、当時有力な豪族が割拠したケヌの国の中心であるこの地で実際に戦乱があった可能性が指摘されている。詳細は毛野国を参照。また、名前の由来としては男体山と赤城山の間で争いが起きたとする説のほか、広い原野であることから「千畳が原」に由来するとする別説もある。
明治以降、戦場ヶ原の農地開拓が徐々に行われるようになる。
1934年、「日光国立公園」の一部に指定されている。しかし、湿原の価値が十分に理解されていたわけではなく、1940年代後半を中心に森林の伐採が行われた。伐採に伴い台風来襲時に大量の土砂が流入するようになり、特に1949年（昭和24年）に来襲したキティ台風では戦場ヶ原全体が湖のようになるなど、1940年代には土砂の流入によって湿原の縮小が進んだ。さらに国道の整備により1950年代から1970年代にかけて急激に公園利用者が増加して湿原植生が壊される状況がみられた。
1960年代になると湿原の乾燥化が指摘されるようになり、1970年代になって湿原保全対策が行われるようになった。
昭和60年代より、日光国立公園内における鹿の生息数が増加し始める。
2001年（平成13年）より、鹿の数が増えたことによる湿原植生の破壊を防ぐため、戦場ヶ原と小田代原を囲む形で防鹿柵が設置された。また、同年には環境省日本の重要湿地500に第1基準および第2基準適合の高層湿原および湖沼として、湯ノ湖および小田代ヶ原とともに指定を受けた。
2005年11月、戦場ヶ原のうち174.68ヘクタールの地域が湯ノ湖、湯川、および小田代ヶ原と共に、奥日光の湿原としてラムサール条約登録湿地となった。

## 戦場ヶ原自然研究路
戦場ヶ原自然研究路（せんじょうがはらしぜんけんきゅうろ）は、湯川沿いに戦場ヶ原を南北に縦貫する環境省が管理する歩道。湯川歩道の一部区間で、木道が整備されている。
戦場ヶ原南側の入口は国道120号沿線の赤沼付近、北側の入口は泉門池付近となっており、途中、青木橋を経る。赤沼付近の入口は、赤沼橋の南側から赤沼川の下流方向、竜頭の滝、小田代ヶ原、湯滝方面に向かって西進した地点で、小田代ヶ原および竜頭ノ滝方面との分岐地点である。この分岐を折れ、赤沼川を渡って湯滝方面に向かう。北側の入口は戦場ヶ原地内の泉門池付近である。経路上の木道には所々に戦場ヶ原を一望する展望所が設けられており、ベンチも設置されている。
湯滝付近を除いて全体的に平坦なルートとなっており、また奥日光の自然を手近に触れることができるため、ハイキング客が多く、関東地方の小学校の修学旅行コースにもなっている。

## 地名等
戦場ヶ原地内の各地名については以下のとおり。

### 三本松

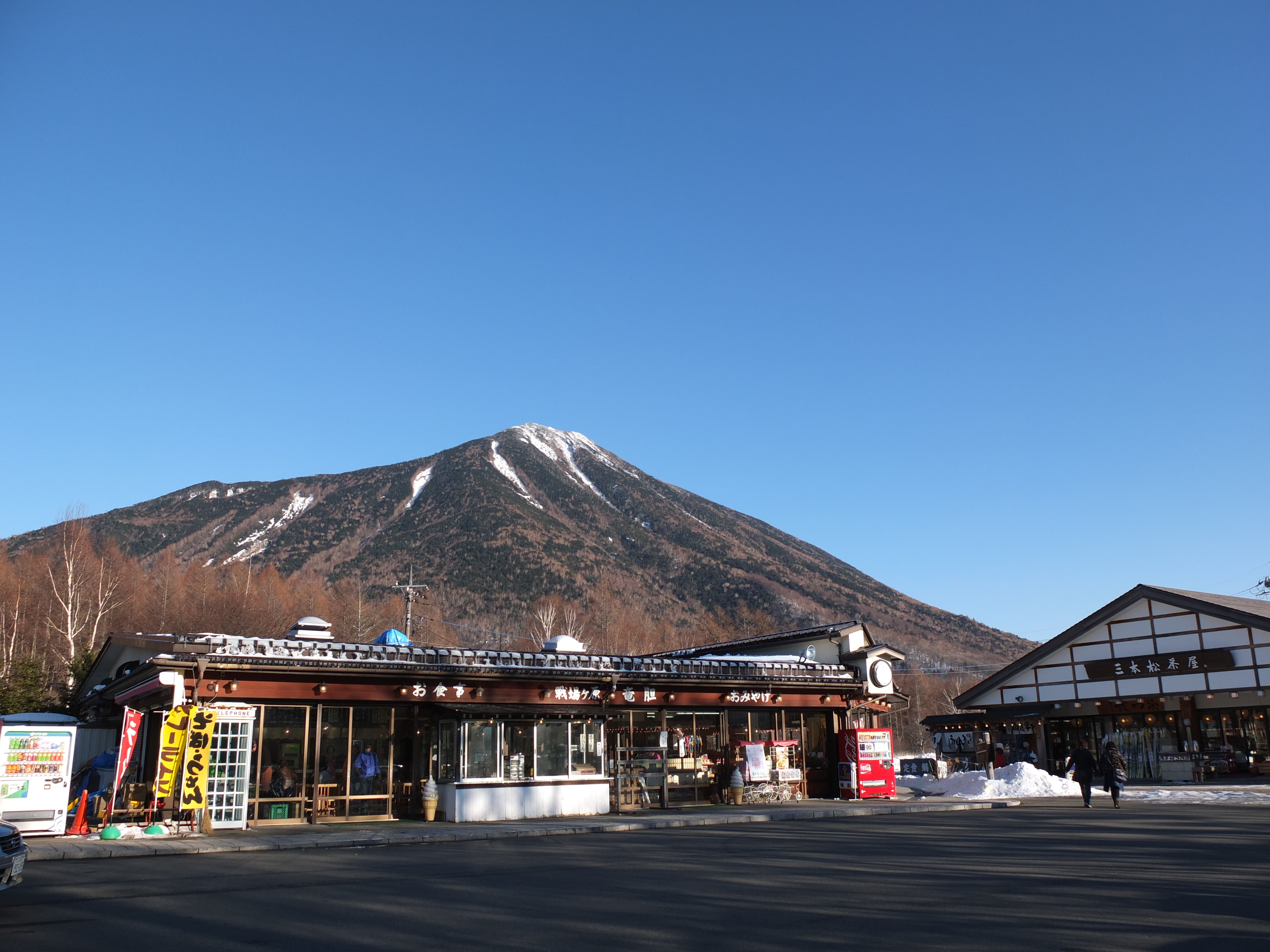
三本松茶屋。飲食、土産物販売の他、クロスカントリースキーの用具貸し出しなども行っている。背後にそびえるのは男体山。（2012年2月）

三本松（さんぼんまつ）は、戦場ヶ原南戦場地の東、東戦場地の北西の地名。『三本松』の地名の由来は、かつてここに3本の松が生えていたことに拠るが、現在は枯れて無くなっている。
地内を国道120号が南北に縦貫する。国道には東武バス日光の日光駅 - 日光湯元温泉線（昼間便は光徳温泉経由）のバス停『三本松』があり、また戦場ヶ原周辺では最も広い駐車場があるため、戦場ヶ原散策の拠点となっている。三本松バス停の東側、三本松駐車場の南側には『三本松茶屋』があり、国道120号を挟んで茶屋の反対側には『戦場ヶ原展望台』がある。
かつては太平洋戦争後の満蒙開拓団入植者の引き上げ地と知られ、農地内の『戦場ヶ原開拓之碑』にその歴史が記されている。
イチゴの生産量日本一の栃木県のイチゴは、戦場ヶ原開拓農地での山上げ栽培に始まった。現在、イチゴは早生種の品質改良や農業技術の進歩により山上げ育苗が減少しており、観賞用植物の山上げ育苗が主体となっている。

### 赤沼
赤沼（あかぬま）は、戦場ヶ原南戦場地の南東端、東戦場地の南西端付近の地名。「赤沼ヶ原」の異名もある。
『赤沼』の地名の由来として、戦場ヶ原の伝説に、二荒神に加勢した小野猿丸が放った矢が赤城神大ムカデの眉間を貫き真っ赤な血を流しながら退散した際に水が赤色に染まったことに由来する、と言われている。
赤沼の地内には小川『赤沼川』が東西方向に流れる。
国道120号沿いには東武バス日光のバス停『赤沼』があり、また国道の両側には『赤沼茶屋』と無料休憩所が在り、戦場ヶ原をはじめ小田代ヶ原および遠く西ノ湖や中禅寺湖西岸の千手ヶ浜、千手ヶ原方面へのハイキングの拠点となっている。このほか赤沼茶屋の東側には赤沼自然情報センターがあり、低公害バスの発着点（赤沼車庫）となっている。

### 泉門池
泉門池（いずみやどいけ）は、戦場ヶ原の北西端にある池沼。
白根火山群である外山の東麓部に伸びる岬上の尾根の最東端部に位置し、池の西端から外山の地下水が湧く。

### 青木橋
青木橋（あおきばし）は、湯川にかかる湯川歩道（戦場ヶ原自然研究路）の橋。湯川歩道赤沼分岐と青木橋の間では湯川は歩道の西側を流れ、青木橋と泉門池の間では湯川は歩道の東側を流れる。

### 糠塚
糠塚（ぬかづか）は、戦場ヶ原のほぼ中央部にある標高1,405.8mの丘。周囲には高層湿原の植生が見られる。
戦場ヶ原ができる以前は前白根山の尾根だったが、男体山の噴火により流れ込んだ溶岩で戦場ヶ原ができ、島状に取り残されたのが糠塚であると言われている。ほか、高層湿原のためミズゴケ類が水分を吸って形成されたドームとの説もある。
湯川歩道（戦場ヶ原自然研究路）の経路上、青木橋の南側で糠塚の西端を横断する。

## 気候
戦場ヶ原は、気象庁の奥日光気象測候所がある中禅寺湖畔に近く、標高は約200mほど高いことから、その気候環境は奥日光気象観測所より高地性の色合いが強いものと推定される。2010年末から2011年初にかけての寒波の際は、戦場ヶ原では最低気温が氷点下20度を下回る日も観測された。過去にはマイナス30度近くまで下がった記録がある。奥日光測候所における1日最大雨量は500mmを越え、時間最大雨量は80mmに近く夏季のある時期にまとめて激しく降水があることが窺える。詳細は奥日光#気候も参照のこと。
また、国土交通省関東地方整備局の日光砂防事務所は、戦場ヶ原の西側を流れる湯川沿いに戦場ヶ原雨量観測所を設置し雨量観測を行っている。
夏季の日中は晴天の日が多い。中禅寺湖付近が霧に包まれていても、竜頭の滝付近を境として、それより標高が高い戦場ヶ原は霧が晴れ、陽光に恵まれる傾向がある。夏季の夕方から早朝は雨がよく降る。なお戦場ヶ原よりさらに標高が高い湯元付近は霧と雨が多い気象である。
なお、戦場ヶ原地内でレストハウスを営む三本松茶屋も、『今日の気象状況』ほか年間の降水量や気温などを発信している。

## 動植物
植生は、環境省日本の重要湿地500によると『ヌマガヤ－イボミズゴケ群落、オオアゼスゲ群落』とある。戦場ヶ原の湿原の大部分はヌマガヤ、オオアゼスゲとワタスゲなどが生育する中層湿原で、湿原中央部付近にのみヒメミズゴケが群落を作る高層湿原が存在する。このほか草原部にはイブキトラノオ、ノハナショウブ、カラマツソウなどの草本に混じってズミやレンゲツツジなどの木本も見られる。また、湯川沿いの拠水林にはカラマツ、ミズナラ、ハルニレ、シラカンバなどの木本が繁茂する。なお、戦場ヶ原の草原部は冬期の凍土が深いため木本が根付かない。
花は6月から8月にかけて見られ、クロミノウグイスカグラから始まり、ワタスゲ、ズミ、レンゲツツジ、イブキトラノオ、カラマツソウ、ノハナショウブ、ホザキシモツケなどの順番に開花する。
野鳥も種類豊富で、ズミ林にはキビタキやホオジロ、湿原部にはノビタキやホオアカ、拠水林にはキセキレイやカワガラス、そして森林部にはアカゲラ、シジュウカラ、ウグイスなどが見られる。
このほか、ツキノワグマもよく目撃されている。

## 環境問題
中央部分を国道120号が縦断していてさらに、湯川からの水を農地の農業用水として取水しているため湿地が草原化し始めていると危惧する声もある。

## 交通
- 日光駅・東武日光駅から東武バス日光の路線バス（日光駅 - 東武日光駅 - 中禅寺温泉 - 赤沼 - 三本松 - 光徳温泉 - 湯元温泉）が概ね30-60分毎（冬季は減便）に運行されている。
- 戦場ヶ原南端付近から中禅寺湖西岸にいたる日光市道1002号線は1993年春から一般車両の通行が禁止されている。この区間（赤沼車庫 - 小田代原 - 弓張峠 - 西の湖入口 - 千手ヶ浜）においては、代替交通として栃木県立日光自然博物館の委託により東武バス日光が低公害バス（ハイブリッドバスや電気バス）を運行している（毎年4月下旬から11月末までの季節運行）詳細は栃木県立日光自然博物館#低公害バス参照。

## ギャラリー

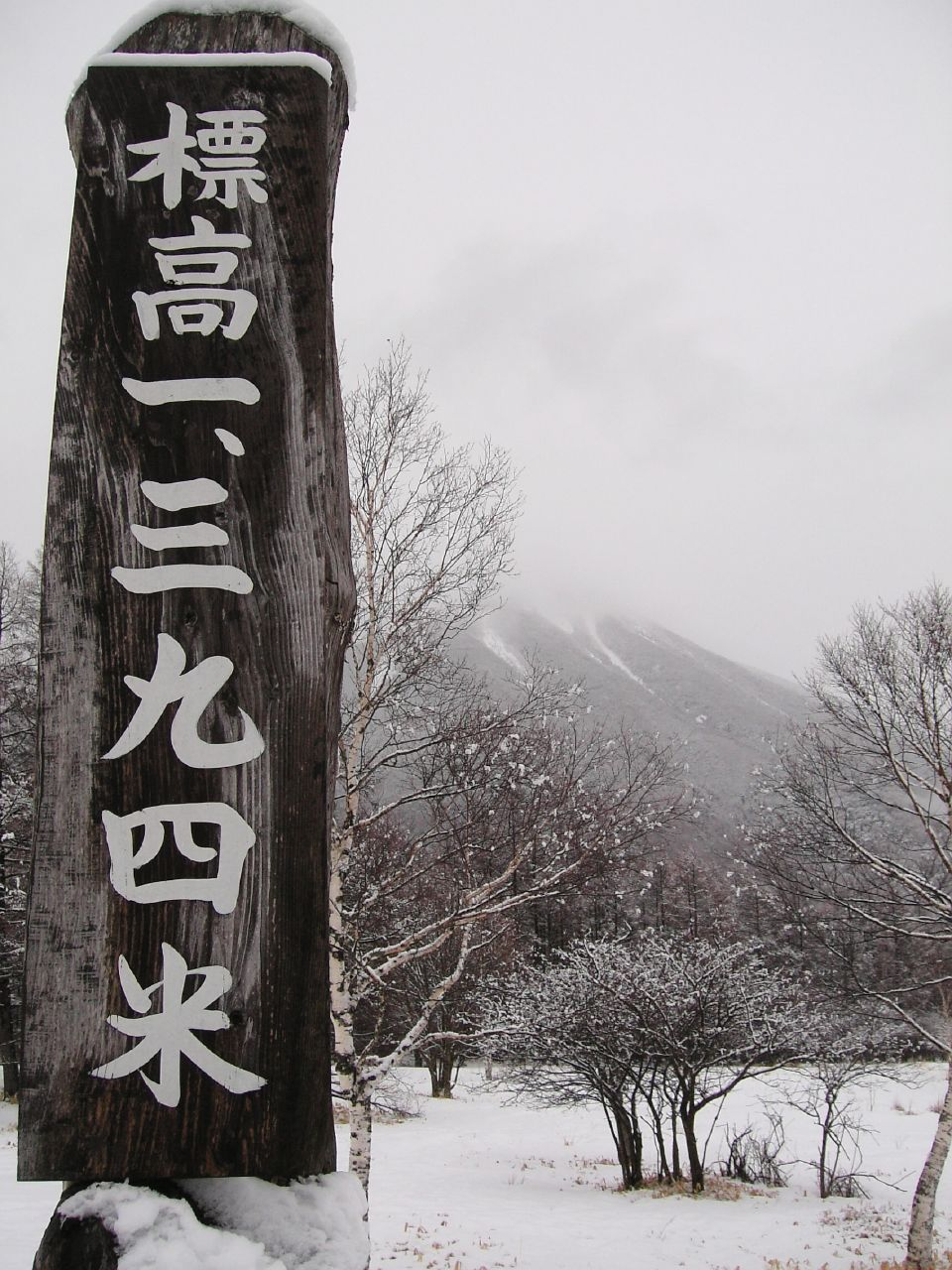
冬の戦場ヶ原
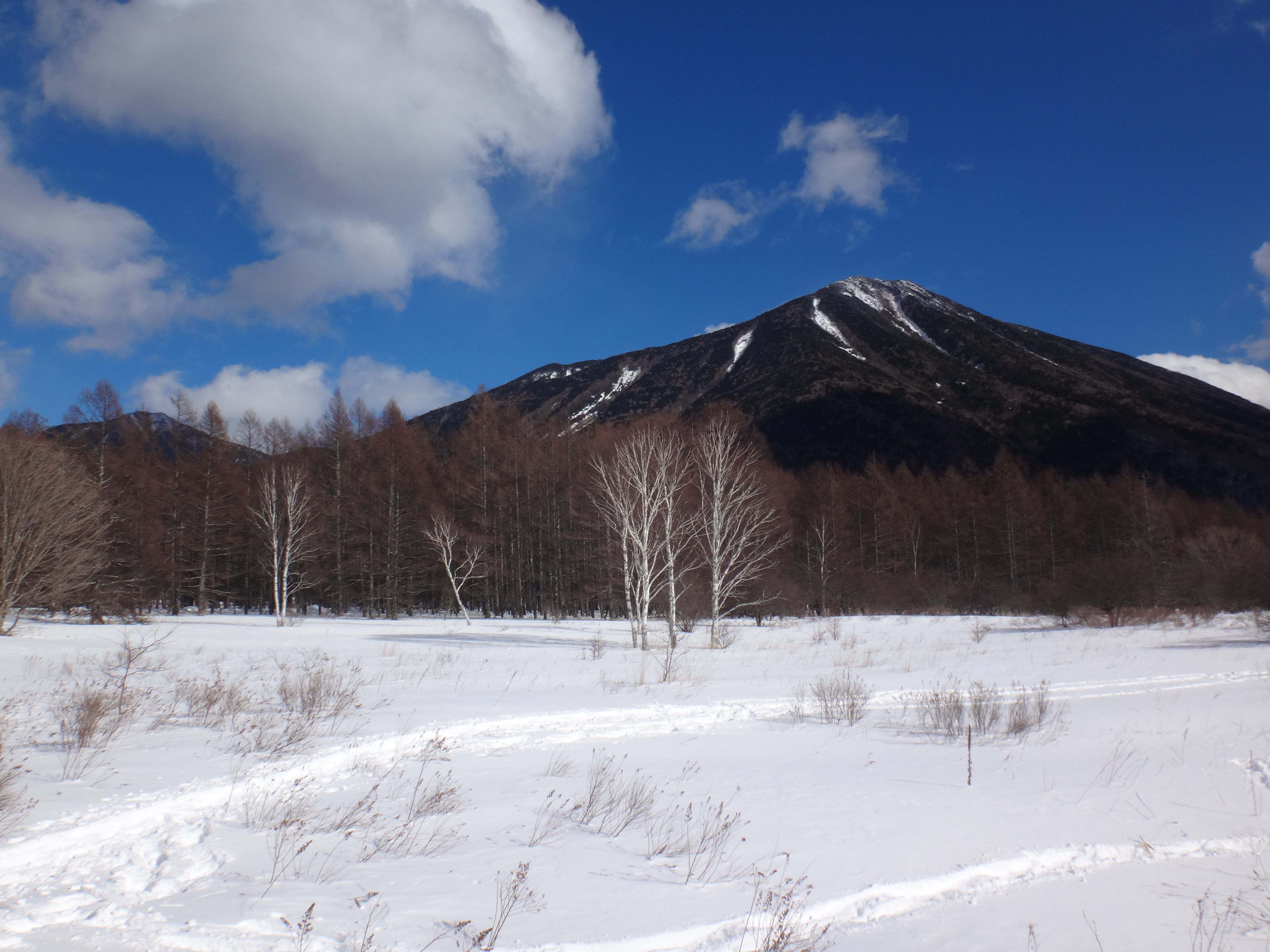
冬の戦場ヶ原②
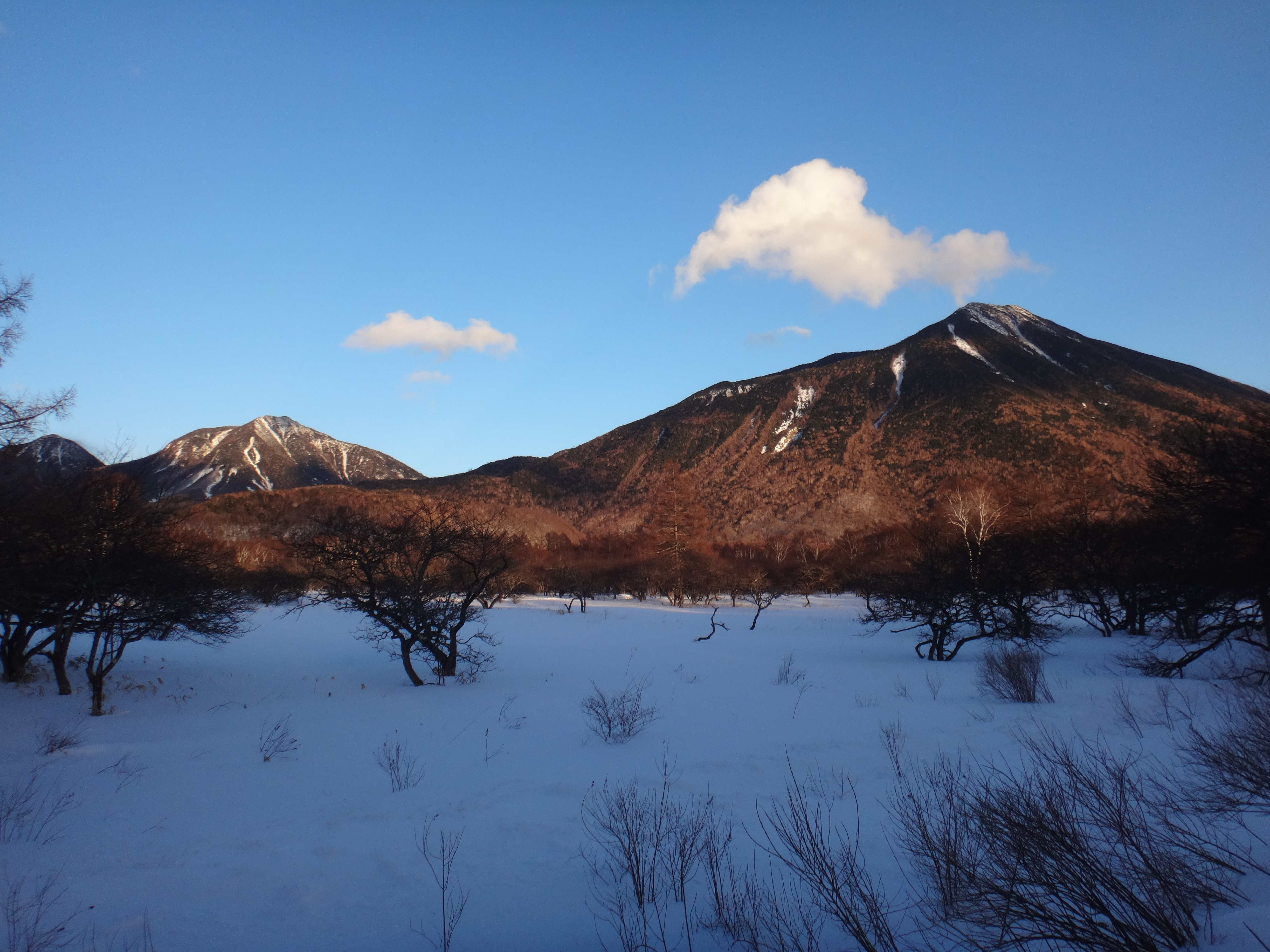
冬の戦場ヶ原（夕方）
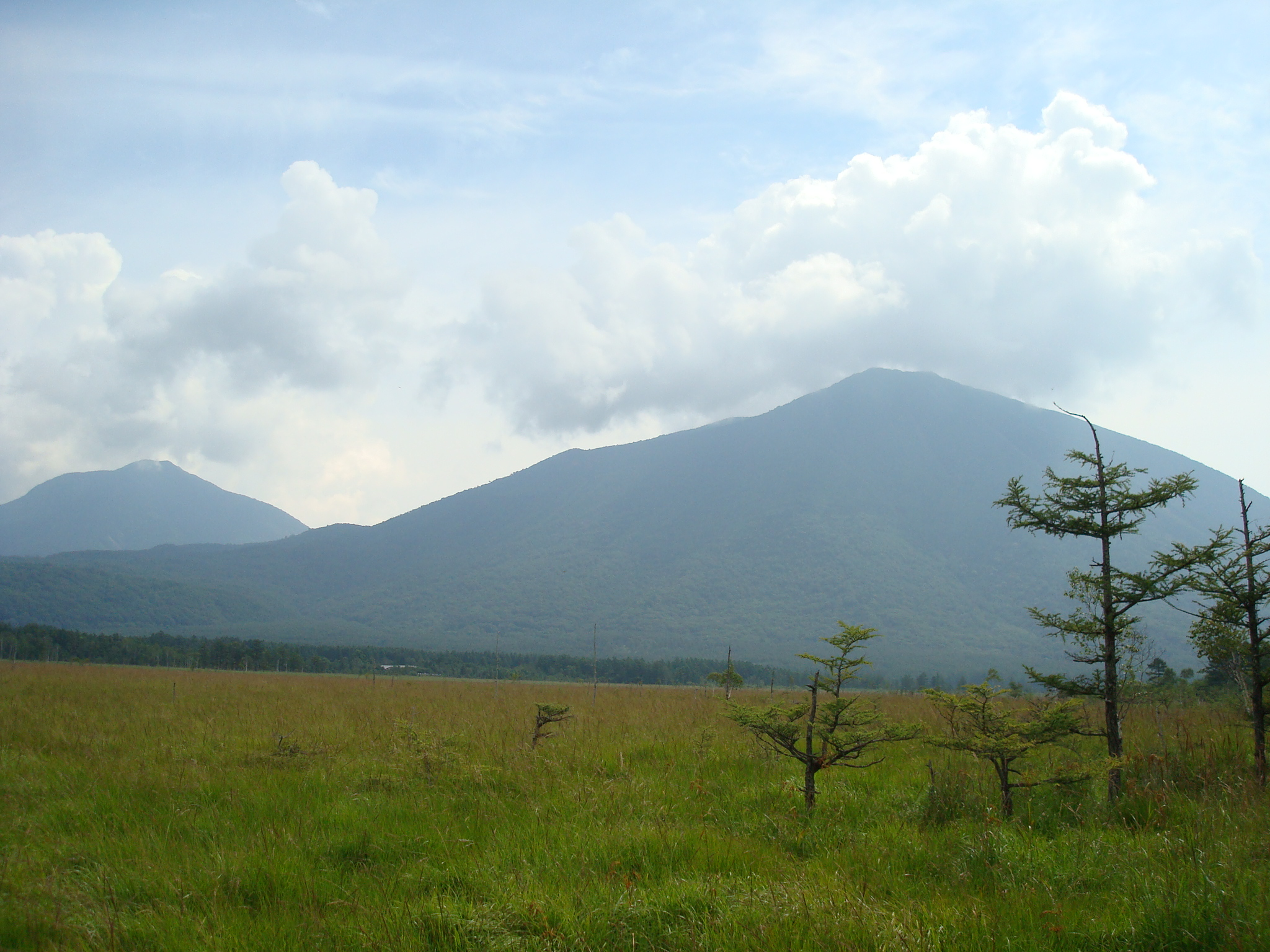
夏の戦場ヶ原
- 秋の戦場ヶ原
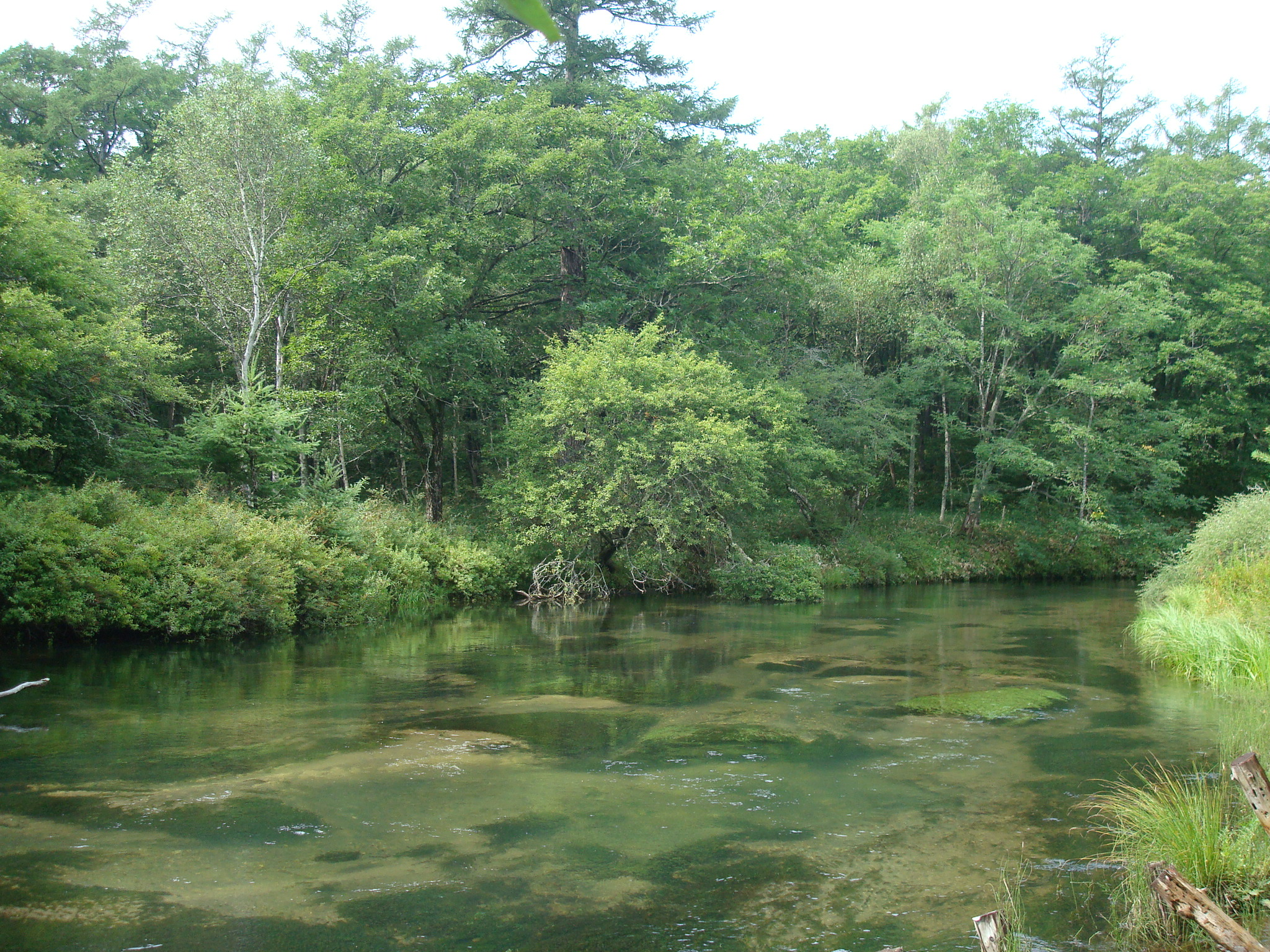
戦場ヶ原を流れる湯川
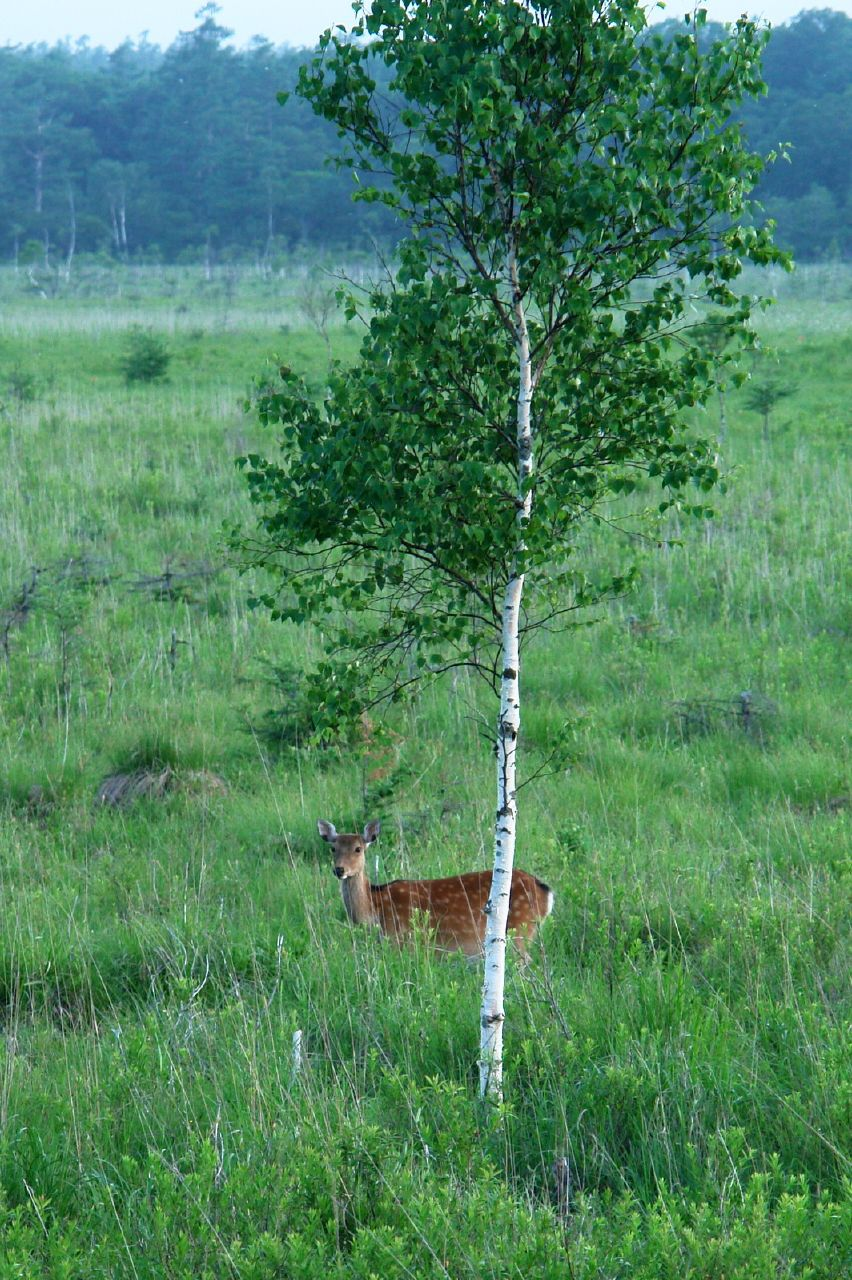
戦場ヶ原のニホンジカ